# Playa Central (Isla Cristina)
La playa Central de Isla Cristina es una playa urbana de la localidad onubense de Isla Cristina (España).
Se localiza en el extremo opuesto al puerto pesquero y deportivo, junto al núcleo de "la playa". Se caracteriza por las dunas y la vegetación autóctona de pinar y montebajo. Entre sus servicios incluye duchas, rampa para discapacitados, servicios de hostelería, centro de Protección Civil y vigilancia de policía local, escuela de vela y paseo marítimo.

## Entorno
Linda en su extremo oeste con el parque natural de las Marismas de Isla Cristina, en el este con un pinar natural y en el norte con el casco urbano de Isla Cristina.
Se pueden ver correlimos y gaviotas en gran número, así como escarabajos y otros coleópteros en la zona dunar. En la zona mareal se encuentran diversos malacostráceos y moluscos, como las babosas de mar que en ciertas épocas de temporal se encuentran varadas en la playa en gran número. Los peces araña y las medusas son las dos especies que mayor peligro puede entrañar para el baño estival, sobre todo las tardes para la primera y los días de calor con determinadas corrientes para la segunda. La picadura del pez araña es bastante dolorosa aunque no suele revestir gravedad a menos que aparezca una reacción alérgica.
La pesca está prohibida al igual que el marisqueo o la extracción de animales de su entorno. Al estar protegida la zona del paraje natural, hay especial cuidado en su conservación, al igual que los aledaños. Incluso las especies recolectadas impunemente pueden no ser aptas para el consumo como consecuencia de vertidos en épocas estivales de aguas no tratables, debido al gran aumento de la demanda de agua a depurar, que se produce por la gran afluencia de turistas.

## Servicios
Posee duchas privadas de pago y otras dispuestas en la arena de uso gratuito. Al final del paseo marítimo, en la zona más central de la playa, hay un servicio de hamacas y sombrillas, junto al puesto de socorro de Protección Civil.
Al abrigo de un camping cercano hay una escuela de vela ligera y windsurf que permite también algunos deportes náuticos de motor. Es una instalación estival que cambia de ubicación cada año. En el servicio municipal de deportes de Isla Cristina suele haber actividades coordinadas con esta escuela.
Existe aparcamiento vigilado en la zona este, a pocos metros del acceso principal a la playa. A partir del aparcamiento comienza un sendero por el pinar que llega hasta la vecina playa del Hoyo. Al inicio del sendero hay una zona de merendero.
Un autobús urbano conecta la ciudad con esta playa y con las otras del municipio como la de Islantilla y con los núcleos de La Redondela y Pozo del Camino. Otro autobús urbano circula por el interior del caso urbano de Isla Cristina y tiene esta playa como final de trayecto.

## Instalaciones
Existen varios hoteles, tres de dos estrellas, uno de cuatro y otro de cinco, el primer hotel de esta categoría de la provincia. Además existen varios restaurantes a pie de playa con desigual servicio aunque buen género, sobre todo en la época estival. Alguna heladería y un restaurante de gran tradición con una de las mejores ofertas gastronómicas y servicio de la provincia con diversos galardones y regentado por los herederos de su fundador D. Rufino Zaiño en los años 1970.